# UT-2
UT-2 (do 1940 AIR-10) – radziecki samolot szkolno-treningowy z lat trzydziestych i okresu II wojny światowej.

## Historia
W połowie lat trzydziestych skonstruowano szereg samolotów szkolnych, wśród tych konstrukcji znalazły się również konstrukcje opracowane przez Aleksandra Jakowlewa. 
W połowie lat trzydziestych opierając się na swoich wcześniejszych konstrukcjach Aleksander Jakowlew biorąc pod uwagę oceny swojego wcześniejszego samolotu AIR-9 opracował nowy samolot przeznaczony do szkolenia i treningu pilotów. Samolot ten otrzymał oznaczenie AIR-10 a jego prototyp został oblatany 11 lipca 1935 roku. Samolot ten już we wrześniu 1935 roku wziął udział w rajdzie samolotów szkolnych i sportowych na trasie 4 500 km, a który miał wyłonić samolot mający stać się podstawowym samolotem szkolnym. Samolot AIR-10 zajął w tym rajdzie pierwsze miejsce, skierowano go więc do dalszych prób, trwały one do 1936 roku. 
W czasie tych prób potwierdzono przydatność tego samolotu do szkolenia podstawowego pilotów zarówno cywilnych jak i wojskowych. W czasie tych prób zastosowano również w nim pływaki. Ostatecznie na początku 1937 roku opracowano ostateczną wersję samolotu i we wrześniu 1937 roku wprowadzono go do produkcji seryjnej pod oznaczeniem UT-2 (skrót od nazwy ros. учебно-тренировочный двухместный – pol. szkolno-treningowy dwumiejscowy) początkowo był on produkowany z silnikiem M-11E, a później stosowano również inne wersje tego silnika (M-11M i M-11K). 
Po wprowadzeniu samolotu do szkolenia w szkołach lotniczych i aeroklubach stwierdzono, że ma on tendencję do wchodzenia w korkociąg płaski. Poinformowano o tym konstruktora, który podjął dalsze prace w celu poprawienia konstrukcji. W 1941 roku opracowano zmodyfikowaną wersję samolotu oznaczoną jako UT-2M i natychmiast wprowadzono ją do produkcji seryjnej. 
Produkcja samolotu UT-2 trwała do 1947 roku. Łącznie wyprodukowano 7243 samoloty obu wersji (nie licząc egzemplarzy prototypowych).
Wersje samolotu UT-2:
- AIR-10 – prototyp samolotu szkolnego
- AIR-11 – prototyp trzymiejscowego samolotu turystycznego wyposażonego w silnik Gipsy Major o mocy 120 KM (88 kW), zbudowany w 1936 roku
- AIR-12 – prototyp dwumiejscowego samolotu przeznaczonego do treningu pilotów mających wykonywać dalekie przeloty
- UT-2 – wersja produkowana seryjnie
- AIR-16 – prototyp, czteromiejscowy samolot wyposażony w silnik Renault o mocy 220 KM (161 kW)
- AIR-20 – wersja samolotu AIR-10 wyposażona w silnik Renault Bengali o mocy 140 KM (103 kW)
- UT-2M – zmodyfikowana wersja samolotu UT-2, produkowana seryjnie od 1940 roku
- UT-2 SEN – prototyp w którym zastosowano podwozie na poduszce powietrznej
- UT-2MW – ulepszona wersja samolotu UT-2M z zakrytymi kabinami, opracowana w 1942 roku
- UT-2L – ulepszona wersja samolotu UT-2MW, opracowana w 1943 roku, która stała się podstawą do opracowania samolotu Jak-18

Oprócz wymienionych wersji prowadzono również prace nad zastosowaniem tego samolotu do działań bojowych. Opracowano m.in. samolot oznaczony jako UT-2MB – lekki bombowiec mogący zabrać 200 kg bomb oraz samolot szturmowy – wyposażony w jeden lub dwa karabiny maszynowe SzKAS i pociski rakietowe RS. Żadna z tych wersji nie wyszła poza fazę projektu.

## Użycie

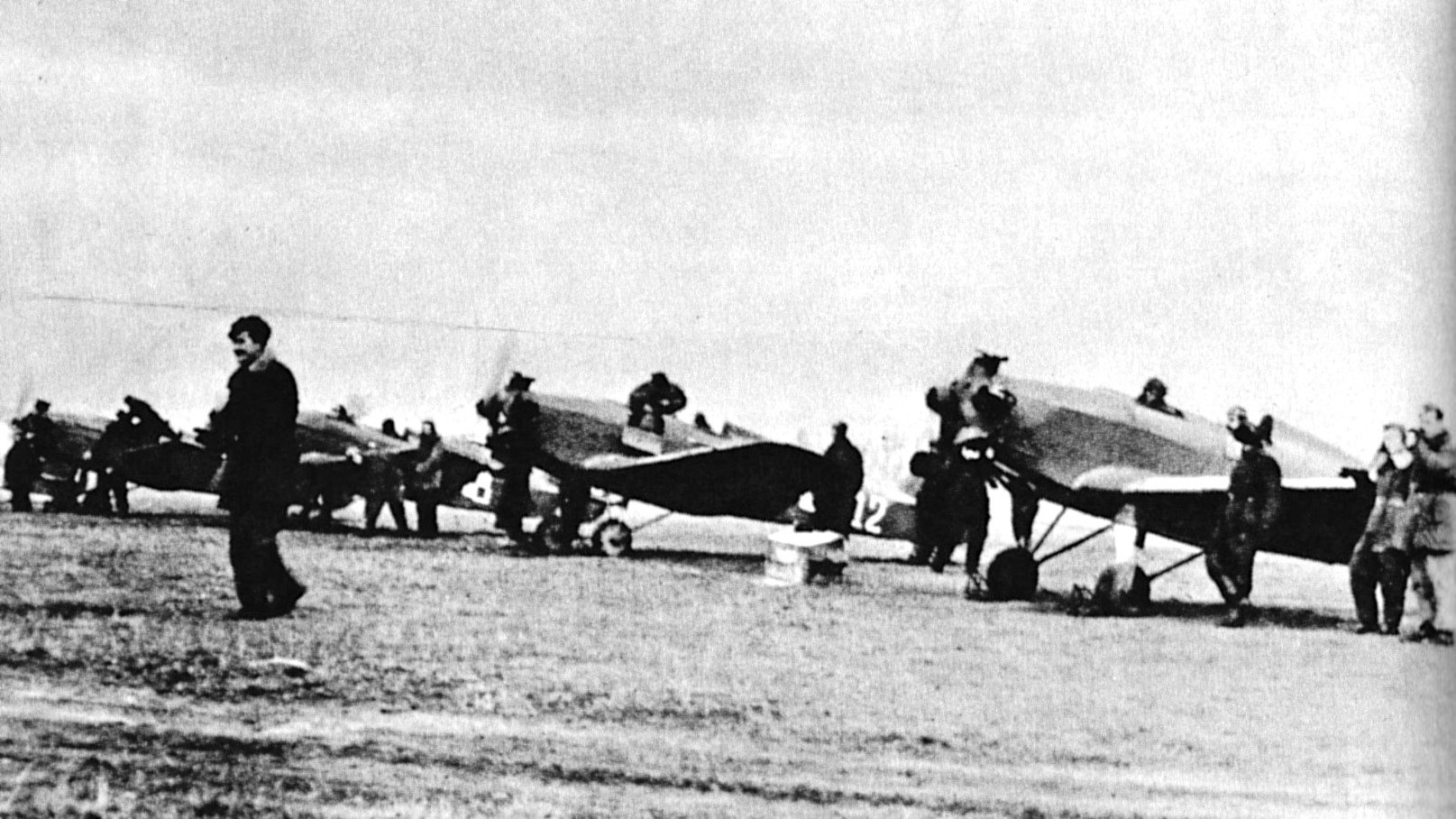
UT-2 w Szkole Orląt 1947 r.

Samoloty UT-2 od rozpoczęcia produkcji seryjnej zostały wprowadzone do wojskowych szkół lotniczych oraz aeroklubów OSOAWICHIM, gdzie zaczęto nimi zastępować użytkowane tam dwupłatowe samoloty U-2. Stały się podstawowym sprzętem szkolno-treningowym i użytkowane były do lat pięćdziesiątych, gdy zaczęto je zastępować samolotami Jak-18
Samoloty UT-2M od 1944 roku znalazły się na wyposażeniu lotnictwa polskiego i na tych samolotach szkolono polskich pilotów w ZSRR, a później stały się one podstawowym samolotem do szkolenia pilotów w polskich szkołach lotniczych w Zamościu, Dęblinie i Radomiu. Znajdowały się również na wyposażeniu poszczególnych pułków lotniczych. Łącznie w lotnictwie polskim było około 140 samolotów tego typu. Były użytkowane do 1952 roku, gdy zaczęto wprowadzać do użycia polski samolot szkolny LWD Junak.

## Opis konstrukcji

Silnik M-11D eksponowany w MLP w Krakowie

Samolot UT-2 to dwumiejscowy wolnonośny dolnopłat o konstrukcji drewnianej. 
Kadłub drewniany, szkielet kratownicowy o przekroju prostokątnym. Z przodu kadłuba znajdowało się łoże silnika a następnie za przegrodą ogniową zbiornik oleju i paliwa. W dalszej części odkryta kabina w systemie tandem, wyposażona w podwójny układ sterowania. Dla ułatwienia wysiadania burty obok kabin były uchylne. Kadłub w przedniej części kryty był blachą, w dalszej części górna część pokryta sklejką, reszta płótnem. 
Płaty dwudźwigarowe, drewniane, trójdzielne; środkowa część stanowiła całość z kadłubem. Płat wyposażony był w lotki metalowe. Skrzydła były kryte sklejką. Wewnątrz płata znajdowały się dwa zbiorniki paliwa.
Podwozie klasyczne, dwukołowe stałe, mocowane do środkowej części płatów.
Napęd stanowił jeden silnik gwiazdowy, umieszczony w przedniej części kadłuba, ze śmigłem dwułopatowym drewnianym.

## Dane taktyczno-techniczne wersji samolotu UT-2
| Wersja                     | AIR-10                  | UT-2                       | UT-2M                      |
| Napęd                      | 1 silnik gaźnikowy M-11 | 1 silnik gaźnikowy M-11D/K | 1 silnik gaźnikowy M-11D/K |
| Moc                        | 100 KM (73,5 kW)        | 125 KM (92 kW)             | 125 KM (92 kW)             |
| Rozpiętość (m)             | 10,20                   | 10,20                      | 10,20                      |
| Długość (m)                | 6,80                    | 7,15                       | 7,35                       |
| Wysokość (m)               | 2,99                    | 2,99                       | 3,04                       |
| Powierzchnia nośna (m²)    | 15,50                   | 17,12                      | 17,00                      |
| Masa własna (kg)           | 516                     | 628                        | 660                        |
| Masa startowa (kg)         | 788                     | 940                        | 1010                       |
| Prędkość maksymalna (km/h) | 217                     | 210                        | 185                        |
| Prędkość przelotowa (km/h) | 160                     | 170                        | 140                        |
| Prędkość minimalna (km/h)  | 70                      | 90                         | 90                         |
| Prędkość wznoszenia (m/s)  | 3,5                     | 3,3                        | 2,6                        |
| Pułap (m)                  | 5 700                   | 4 700                      | 3 830                      |
| Zasięg (km)                | 750                     | 1130                       | 950                        |
| Długotrwałość lotu (h)     | 4,5                     | 6,5                        | 6,5                        |
| Rozbieg (m)                | 100                     | 200                        | 250                        |
| Dobieg (m)                 | 120                     | 235                        | 300                        |